# Cook da Books
I Cook da Books sono stati un gruppo musicale nato nel 1980 a Liverpool di genere new wave e pop rock.
I membri del complesso erano Owen Moran, Tony Prescott, Peter Dreary e John Legget, già componenti dei gruppi Brooklyn e The Dogems.
Il loro primo e unico grande successo internazionale è stato la canzone Your Eyes, del maggio 1982, divenuta famosa grazie al film Il tempo delle mele 2, dello stesso anno, di Claude Pinoteau e con Sophie Marceau, del quale faceva parte integrante della colonna sonora.
Dopo la pubblicazione di svariati singoli e dell'album Outch, del 1983, il gruppo risulta discograficamente inattivo dal 1987.
Il loro ultimo lavoro insieme è stato il brano The Look Out Is Out realizzato per il film Asterix del 1986.

## Discografia

### Album
- 1983 - Outch

### Singoli e EP
- 1982 - Piggie in the Middle Eight/Turn to Black
- 1982 - Rich Men Don't/Low Profile
- 1983 - Piggie in the Middle Eight/I Wouldn't Want to Knock It
- 1982 - Your Eyes
- 1983 - Low Profile/Rich Men Don't
- 1983 - I Wouldn't Want To Knock It/Up In Smoke/In Da Papers
- 1984 - Caress Me Like a Flower/Say Something Good
- 1984 - Golden Age/Soho
- 1985 - You Hurt Me Deep Inside/Piggie in the Middle Eight/Low Profile
- 1986 - Living for the City/All I Want is Everything/How Could You Be So Low/Giving Up the Acid/England is Another Cuba
- 1986 - The Look Out Is Out